# Alcestis quadrata
Alcestis quadrata är en insektsart som beskrevs av Ronald Gordon Fennah 1944. Alcestis quadrata ingår i släktet Alcestis och familjen Tropiduchidae. Inga underarter finns listade i Catalogue of Life.